# Học khu độc lập

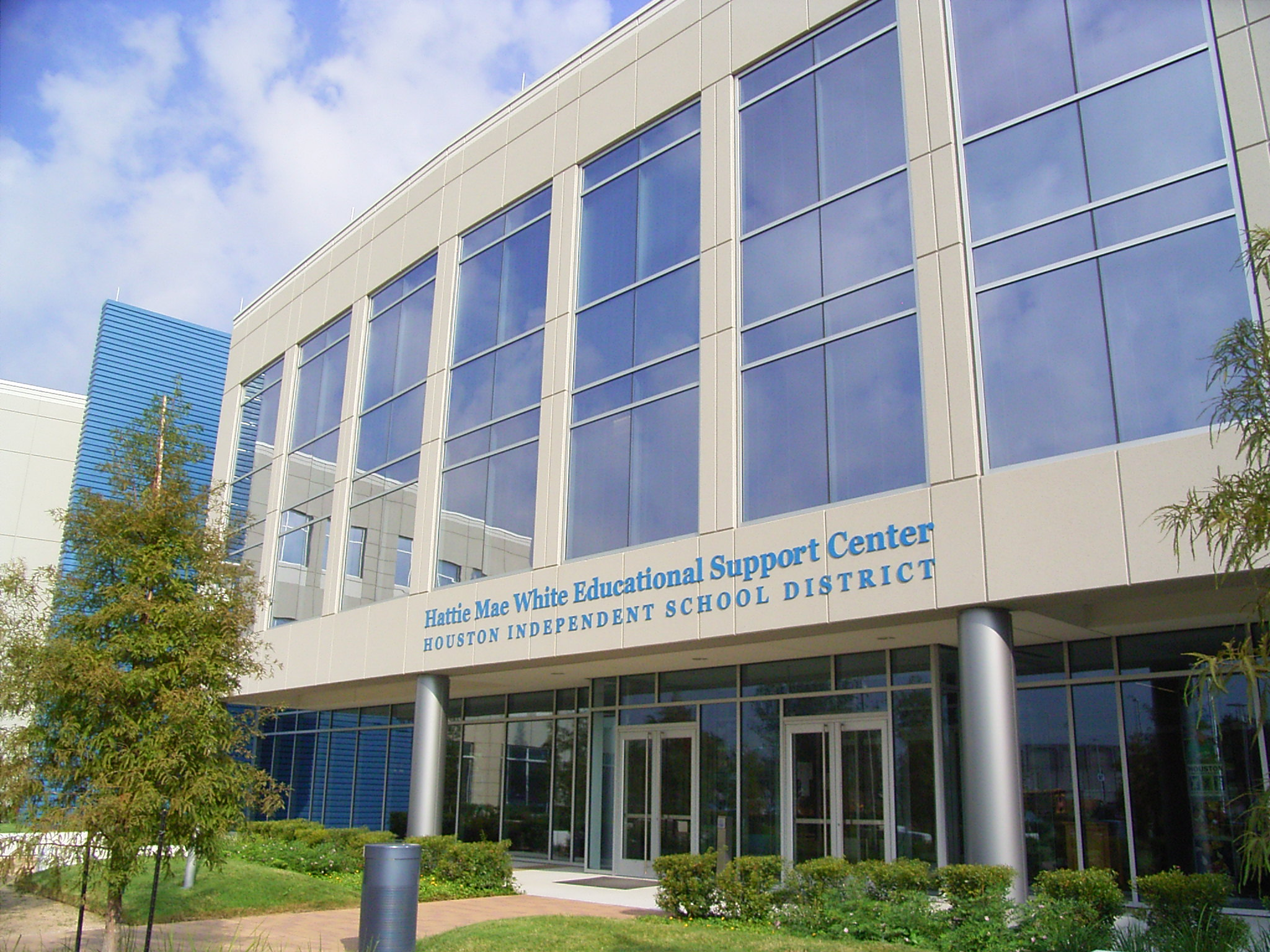
Trụ sở của Học khu độc lập Houston, một trong số các học khu lớn nhất tại Hoa Kỳ

Học khu độc lập (tiếng Anh: independent school district) là một loại học khu tại Hoa Kỳ đặc trách về giáo dục bậc tiểu học và trung học. Nó hoạt động giống như một thực thể độc lập và tách biệt khỏi bất cứ khu tự quản, quận hay tiểu bang. Ban lãnh đạo của học khu như thế được chọn lựa từ chính bên trong học khu đó và không có bất cứ trách nhiệm trực tiếp nào đối với bất cứ chính quyền nào. Sự độc lập này cũng thường có nghĩa là học khu như thế có quyền hạn thu thuế cho chính mình và không chịu sự chi phối trực tiếp nào từ các thực thể chính quyền khác.
Tiểu bang Texas có con số lớn nhất các học khu độc lập và gần như tất cả các học khu đều rơi vào thể loại này (trừ Học khu Khu tự quản Stafford là ngoại lệ). Thuật từ độc lập có thể được dùng để diễn tả những loại học khu khác mặc dù nó ít phổ biến hơn.
Việc sử dụng thuật từ độc lập có thể khác nhau khi áp dụng thực tế khắp Hoa Kỳ. Chẳng hạn tại tiểu bang Kentucky, tất cả các học khu ở đó đều độc lập khỏi chính quyền tiểu bang, quận và khu tự quản. Tuy nhiên, một học khu thường chỉ được xem là độc lập nếu khu vực thẩm quyền của nó không bao trùm toàn bộ một quận mà thay vào đó chỉ bao trùm một thành phố hay một chùm thành phố.

## Lịch sử
Trong lịch sử, khi các học khu được thành lập tại Hoa Kỳ, chúng thường bị ràng buộc với chính quyền quận hay chính quyền khu tự quản là nơi cung cấp ngân quỹ và quản lý chúng.
Tại tiểu bang Texas trong đầu thập niên 1900, các học khu thường thường là những bộ phận của chính quyền quận hay khu tự quản giống như đa số các học khu khác trên toàn Hoa Kỳ. Cuộc bùng nổ khai thác dầu hỏa tại tiểu bang Texas đã làm thay đổi đáng kể nhiều khía cạnh của tiểu bang và nhiều cộng đồng trong tiểu bang. Lượng dự trử dầu lớn bổng dưng được tìm thấy đã tạo ra những thị trấn sầm quất với dân số tăng rất nhanh gấp nhiều lần trong một khoảng thời gian ngắn. Sự phát triển này thường là một phần thưởng đa dạng đối với các cộng đồng này. Sự thay đổi nhanh chóng về nhân khẩu trong các thị trấn nhỏ này ban đầu thường gây ra những căng thẳng lớn trong hệ thống trường học địa phương vốn không bao giờ chuẩn bị trước cho một cuộc di dân ồ ạt cùng với con số nhiều học sinh như thế. Thậm chí ngay sau khi tiền bạc chảy nhanh chóng vào các cộng đồng này nhờ dầu hỏa thì việc thu thuế hữu hiệu để sử dụng cho nơi nào cần chi tiêu tiền là một vấn đề hết sức phức tạp. Các cộng đồng giải quyết những vấn đề này bằng cách thành lập các học khu độc lập để có thể thiết lập quyền ấn định thuế riêng cho chính mình và nhanh chóng hơn trong việc điều chỉnh cho phù hợp với nhu cầu tài chính đang thay đổi. Loại học khu này vẫn là chuẩn mực ngày nay tại Texas.

## Cơ cấu và quản lý

### Tại Kentucky
Tại Kentucky, các học khu chuẩn được tổ chức ở cấp quận. Các học khu độc lập thì hoàn toàn tách biệt khỏi các học khu quận. Cả hai loại học khu này có thẩm quyền về thuế độc lập khỏi chính quyền quận mặc dù thuế mà các học khu ấn định đều do chính quyền quận đảm nhiệm thu giữ. Tính đến năm 2010, tiểu bang Kentucky có 54 học khu độc lập cùng với 120 học khu quận. Nơi tập trung nhiều nhất các học khu độc lập là ở Bắc Kentucky và vùng than đá phía đông. Các học khu độc lập có yếu tố như sau:
- một thành phố riêng biệt, thí dụ như Ashland, Bowling Green, Owensboro, hay Paducah
- một nhóm gồm nhiều thành phố gần kề nhau như Học khu Caverna phục vụ Cave City và Horse Cave; Erlanger–Elsmere, hay học khu Russell cũng phục vụ Bellefonte và gần như cả Flatwoods.

Các học khu độc lập ở tiểu bang Kentucky có thể vượt ranh giới quận. Hai thành phố mà Học khu Caverna phục vụ nằm trong các quận khác nhau. Một học khu khác phục vụ thành phố Corbin là một thành phố bị chia cắt bởi đường ranh giới quận (ở Hoa Kỳ, thành phố là khu tự quản nên có thể nằm trong hai hoặc nhiều quận).